# Luiz Espíndola de Carvalho
Luíz Espíndola de  Carvalho (Floriano, 17 de junho de 1931), é um professor, jornalista, radialista e escritor brasileiro.
Bacharelou-se  em Ciências Jurídicas e Sociais pela Faculdade de Direito da Universidade Federal de Goiás e especializou-se em Jornalismo pela Universidade do Texas, Austin, Estados Unidos.  Em Goiânia, foi  diretor da Rádio Clube e da Rádio Brasil Central. Participou ativamente da criação do Sindicato dos Radialistas do Estado de Goiás. Foi secretário de comunicação do Governo do Tocantins, ainda durante o primeiro mandato do governador José Wilson Siqueira Campos. Em Palmas, capital do Tocantins, onde reside,foi editor chefe d jornal Tribuna do Tocantins Possui publicado  os livros “A Alemanha que e vi”, “Por esses Mundos Afora” e “Mulheres de Esquina”, dente outros. É titular da  Academia Tocantinense de Letras, a cadeira  17, cujo patrono é o Padre Luiz Bartolomeu Marques.